# Horisme pfeifferi
Horisme pfeifferi är en fjärilsart som beskrevs av Eugen Wehrli 1931. Horisme pfeifferi ingår i släktet Horisme och familjen mätare. Inga underarter finns listade i Catalogue of Life.